# Thyene phragmitigrada
Thyene phragmitigrada är en spindelart som beskrevs av Metzner 1999. Thyene phragmitigrada ingår i släktet Thyene och familjen hoppspindlar. Inga underarter finns listade i Catalogue of Life.